# Ernst-Ludwig-Allee 13 (Buchschlag)

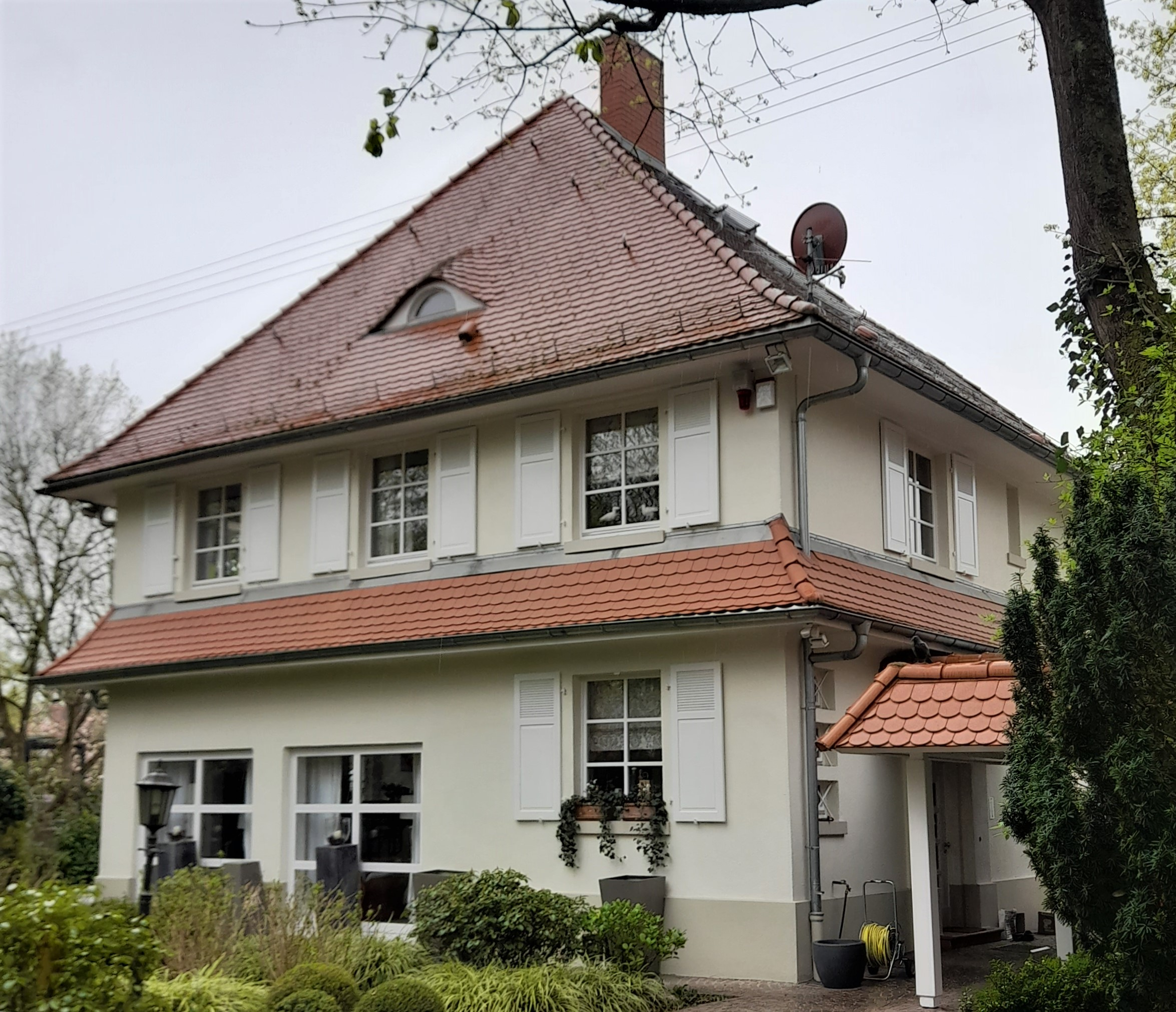
Gebäude Ernst-Ludwig-Allee 13 in Buchschlag

Das Gebäude Ernst-Ludwig-Allee 13 in Buchschlag, einem Stadtteil von Dreieich im südhessischen Landkreis Offenbach, wurde zwischen 1910 und 1920 errichtet. Das Landhaus in der Villenkolonie Buchschlag ist ein geschütztes Kulturdenkmal.
Das Wohnhaus in kubischer Form hat ein Zeltdach und eine Horizontalgliederung durch ein umlaufendes Schürzendach in der Putzfassade. Der ungewöhnliche Haustyp ist zwischen 1910 und 1920 entstanden und diente ursprünglich als Garagenhaus mit Chauffeurwohnung.